# Th-2 odpověď
Th-2 odpověď (Th2) je imunitní odpověď založená na Th2 pomocných lymfocytech. Tato odpověď je iniciována cytokinem IL-4 a blokovaná interferonem gama, který je Th-1 efektorovým cytokinem. Hlavními produkty Th2 buněk jsou potom cytokiny IL-4 (jedná se o autokrinní signalizaci), IL-5, IL-6, IL-9 a IL-13. Dochází poté k protilátkové odpovědi založené na produkci protilátek z B lymfocytů. Organismy tak bojují proti extracelulárním patogenům. Tento typ odpovědi je také odpovědný za rozvoj alergie a astmatu. Opakem je potom Th-1 odpověď, kterou zprostředkovávají především Th1 lymfocyty a která je zaměřena proti intracelulárním patogenům. 

## Iniciace Th2 odpovědi
Th2 buňky (též Th2 lymfocyty) se vyvíjejí z Th0 pomocných lymfocytů (CD4+). K jejich vývoji do Th2 buňky potřebují Th0 vhodné cytokinové prostředí. Nejdůležitějším cytokinem, který musí být v dostatečné koncentraci je právě IL-4, který v buňkách aktivuje transkripční faktor GATA3. Ten je zodpovědný za následující transkripční změny a projev Th2 fenotypu. IL-4 pochází hlavně z produkce bazofilních granulocytů, žírných buněk, NKT buněk a právě vznikajících Th2 lymfocytů.
Th2 odpověď může být zprostředkována i jiným typem buněk než pomocnými lymfocyty. Populace přirozených lymfoidních buněk (ILC – innate lymphoid cells), konkrétně ILC druhého typu jsou toho důkazem. I u nich se uplatňuje transkripční faktor GATA3. Aktivované ILC2 poté mají obdobné účinky na imunitní systém jako Th2 buňky.

## Význam Th2 odpovědi
Po aktivaci buněk dochází k produkci specifických cytokinů pro Th2 odpověď. Tyto cytokiny jsou IL-4, IL-5, IL-6, IL-9 a IL-13. Dochází k aktivaci humorální imunity založené na protilátkách. IL-4 je růstovým faktorem pro B lymfocyty, dochází tak k jejich proliferaci, indukuje izotypový přesmyk protilátek (imunoglobulinů) a obecně jejich produkci. Dalším důsledkem je regulace exprese MHC II na B buňkách a indukce alternativního stavu makrofágů. Podobné účinky má i IL-13. IL-5 je hlavním diferenciačním faktorem pro eosinofilní granulocyty, také podporuje růst B buněk a sekreci imunoglobulinů. 

## Regulace Th2 odpovědi
Th2 odpověď je inhibována produkty Th1 odpovědi, což je především interferon-gama (IFNγ) a IL-12. Produkty Th2 naopak inhibují Th1 odpověď. Ve skutečnosti se v organismu uplatňují zároveň oba typy imunitní odpovědi a záleží na jejich vzájemné balanci a doplňování. 